# Bibirești, Bacău
Bibirești este un sat în comuna Ungureni din județul Bacău, Moldova, România. La recensământul din 2002 avea o populație de 922 locuitori.
Satul Bibirești este situat în partea de est a județului Bacău. O mică parte a satului se întinde de-a lungul șoselei Bacău-Parincea pe o lungime de cca. 1 km, iar o altă parte este așezat pe coasta dealului numit Dealul Viilor- din partea de apus a șoselei Bacău-Parincea. Relieful satului este mai mult deluros, fiind un sat vechi cu ulițe înguste și cotite. În sat sunt următoarele instituții : o școală generală de 4 ani și un cămin cultural foarte deteriorat. Toți locuitorii satului sunt români, răzeși de religie ortodoxă, ocupația lor bazându-se pe agricultură.
Cca. 90 % din locuitori sunt pensionari. În sat se păstrează ca datini strămoșești: colindele, steaua, plugușorul, capra și căluții.
Numele satului Bibirești, se istorisește din bătrâni, ar proveni de la un fost comandant de oaste a lui Ștefan cel Mare, care se numea Neculai Bibire, care ar fi venit de la Soroca. În luptele de la Soci, din anul 1483, pe care le-a purtat domnitorul cu Radu cel Frumos, bătălii din care Ștefan cel Mare ieșind învingător i-ar fi dat ca drept răsplată comandantului său Nicolae Bibire și ostașilor săi “un trup de pământ” care se întinde de la zarea Frunteștilor și până la Pârâul Rahovei, iar de la numele de Bibire s-a dat și satului numele Bibirești.
Parohia Bibirești se compune din satele Bibirești și Tociloasa, depărtarea dintre sate fiind de aproximativ 300 de metri. Parohia Bibirești are un număr de 50 de capi de familie, aproximativ 120 de suflete care reprezintă doar o parte din numărul  total al  enoriașilor.
Biserica Bibirești se află așezată în partea de nord-vest a satului și este construită de bătrânii satului în anul 1857. Este construită toată din lemn, stâlpi, amnari și bârne de stejar. Se istorisește din bătrâni că a fost construită din lemnul de pe locul unde se află Sfânta Masă, pe trunchiul unui stejar pe care s-a aplicat o față de masă tot de stejar dintr-o singură bucată, care a rămas până în anul 1922, când Sfânta Masă a fost turnată  din ciment de către meșterul Constantin Roșu din Bibirești.
Biserica nu este monument istoric și are formă de cruce. Până în anul 1922 a fost numai din bârne. În acest an când s-a turnat Sfânta Masă din ciment, în exterior, partea de nord și de est s-a căptușit cu scândură de brad, iar în partea de sud și vest, cât și interior s-a tencuit și zugrăvit, lucru ce se poate vedea și astăzi.
Aceste lucrări s-au făcut cu ajutorul enoriașilor, paroh fiind la vremea aceea Pr. T. Tiron.
Plafonul bisericii este din scândură de brad și vopsit bleu. Biserica privită din exterior are un aspect simplu, împodobită cu turle din lemn în care sunt așezate clopotele. În ultimul timp, biserica devenind neîncăpătoare din cauza creșterii numărului credincioșilor, în anul 1940 s-a prelungit cu 6 metri, care s-au construit pe tălpi și amnari de stejar și s-au umplut cu vălătuci, paroh fiind la vremea aceea Pr. Alexandru Nourescu.
Stilul în care s-ar putea încadra construcția este cel moldovenesc. Biserica nu este în interior pictată, având icoane portative pictate, în ulei, pe scândură de tei. Catapeteasma este din lemn, iar icoanele de pe catapeteasmă sunt portative, pictate în ulei, pe lemn de tei, de pictori necunoscuți. Catapeteasma este în stare foarte bună. Sfinții pictați prezintă mai mult culoare roșu închis.
Biserica nu este înzestrată cu obiecte de cult prețioase, nu are niciun  fel de caracteristici arhitecturale, nu are obiecte de valoare documentară, istorică sau artistică și nici muzeu.
Parohia Bibirești a fost înființată în 1943, fiind dezlipită din Parohia Lecca- Ungureni. Biserica este înzestrată cu obiecte de cult și gospodărești.
După perioada în care, ca preoți  parohi au fost părintele Alexandru Curteanu, părintele Nicolae Hurjui – până în 1991, și părintele Daniel Pruteanu, parohia Bibirești a cunoscut o înflorire din punct de vedere material și spiritual.
Astfel s-au construit atât la ”biserica mamă”, cât și la filie, multe edificii care aduc un plus duhovnicesc aceastei comunități.
În anul 2003, când P.S. Ioachim Băcăoanul, la aceea vreme arhiereu-vicar al Episcopiei Romanului, a vizitat parohia, a recomandat părintelui Pruteanu Daniel să înlocuiască vechea tablă, afectată de rugină. Astfel, în anul următor a fost schimbată tabla pe întreaga  biserică.
În 2006 s-a pus piatra de temelie pentru viitorul centru filantropic “Samarineanul milostiv”, casă praznicală, care s-a finalizat în anul 2010. Casa praznicală este înzestrată cu pictură, mese, scaune și bănci, frigider, aragaz și apă potabilă. Aici se desfășoară numeroase activități din punct de vedere social-filantropic.
In 2010-2011 s-a construit o capelă mortuară dotată cu toate cele trebuincioase, necesară în momentele în care creștinul părăsește această lume. Cât de curând aceasta va fi dotată și cu un sistem de aer condiționat.
În ultimul timp, I.P.S. Ioachim binecuvântează această parohie prin vizite canonice pe care le efectuează în drumurile sale către Sf. Mănăstire “Sf. Nicolae”.